# Краус, Альберт
Альберт Краус (нидерл. Albert Kraus, 03.08.1980, Осс) — нидерландский кикбоксер. Многократный чемпион мира по различным версиям этого вида спорта. Победитель первого турнира K-1 World Max. Прозвище — «Ураган». Его статистика — 105 побед (70 нокаутом), 20 поражений, 3 ничьих.

## Биография

### Карьера в молодости
Альберт родился 3 августа 1980 года в городе Осс. В 14 лет он занялся боксом. В 17 перешел в кикбоксинг. Первым залом Альберта был Gino Albert Gym. В 1997 провел свой дебютный любительский бой, в котором нокаутировал соперника в первом раунде. До начала профессиональной карьеры он одержал много ярких побед. Позднее перешел тренироваться в Bully’s Gym. В 1999 году состоялся дебют Альберта на профессиональном ринге.

## Профессиональная карьера
2001 год стал триумфальным для Крауса — он завоевывает сразу три титула: голландский F.I.M.A.C., европейский I.K.B.F. и мировой W.K.A. В том же году он победил на отборочном турнире к первому в истории глобальному чемпионату K-1 World Max.

### Карьера в К-1
В 2002 Краус становится чемпионом K-1 World Max. В четвертьфинале Альберт решением судей побеждает новозеландца Шона Чепмена. В полуфинале Краус одолел японца Масато. В финале турнира он в первом раунде нокаутировал Каолана Каовичита. Этой победой Альберт вписал себя в историю ударных видов спорта, став первым чемпионом мира по K-1 World Max. В следующем году он сменил команду и начал тренироваться в Super Pro Gym. На турнире K-1 World Max 2003 Альберт поочередно победил Энди Сауэр и Дуэйна Людвига и в финале встретился с Масато. Во втором раунде японец нокаутировал Крауса. В 2004 бойцы снова встретились в полуфинале турнира, где судьи отдали победу японцу. В следующем — 2005 году — Альберт дважды встречается с непобежденным до того момента Буакхау По Прамуком. Первый раз это случилось в рамках супер боя, в котором судьи отдали победу голландцу. Второй — в полуфинале K-1 World Max, где таец взял реванш. В 2006 Альберт не смог традиционно для себя добраться до полуфинала. В трехрандовом бою его одолел Гаго Драго. В 2007 году Краус доходит до полуфинала, победив Вирджила Калакоду, но проигрывает своему бывшему одноклубнику Энди Сауэру, который взял чемпионский пояс на этом турнире. В 2008 Альберт не смог отобраться в восьмерку лучших бойцов для участия в финальном турнире K-1 World Max. На его пути опять встал Буакхау. В следующем году в четвертьфинале Краус проигрывает Джорджио Петросяну. В 2010 бойцы вновь встречаются на этой стадии турнира, и результат повторился. На турнире K-1 World Max Japan в следующем году Альберт проигрывает японцу Юджи Начиро после двух нокдаунов.

### Выступления в других бойцовских турнирах
В 2005 Краус становится чемпионом мира по кикбоксингу по версии WFCA. В том же году побеждает в турнире IKBA по муай-тай. В 2008 ему покорился титул WIPU в том же виде спорта, а через три года он становится триумфатором по версии SuperKombat. В карьере Альберта было несколько попыток выступления в GLORY. На первом по счету турнире он побеждает Мохаммеда Эль Мира. В третьем по счету турнире этого промоушена он не смог принять участия будучи заявленным из-за гриппа, в пятом побеждает Урона Стевелмнса, а в десятом берет верх над Ки Холенбеком. В восьмом проигрывает Энди Ристи, а в десятом Ки Холенбеку. На GLORY 14 он также проиграл Аикпрча Минаетину. Кроме муай-тай и кикбоксинга Краус пробовал себя в профессиональном боксе, где одержал 6 побед в 7 боях. В последние годы своей карьеры Альберт основном выступает в китайской лиге Kulun Fight. Российским болельщикам он запомнился противостоянием с Бату Хасиковым в 2011 году, в котором калмыцкий кикбоксер одержал верх.

### Тренерская деятельность
Краус преподает кикбоксинг с 18 лет. В то время его тренером был Джино ван Гулик. Альберт иногда подменял его, но в какой-то момент количество занимающихся в группе сократилось, и Джино прекратил преподавать. В 19 Краус стал вести группу в его зале. В 1999 он создал собственную команду. С тех пор «Team Kraus» стало именем нарицательным в мире единоборств.

## Семья
Краус женат, имеет двоих детей. Детей Альберта и Патрисии зовут Градус и Левана. Сын идет по стопам отца и успешно выступает по боксу и кикбоксингу.